# Lonicera caprifolium
 Lonicera caprifolium    é uma espécie do gênero botânico Lonicera, da família das Caprifoliaceae